# الان سميث
الان سميث (بالإنجليزية: Alan Smith)‏ (7 ديسمبر 1966 بشفيلد في المملكة المتحدة - ) هو لاعب كرة قدم بريطاني في مركز الدفاع. لعب مع شيفيلد وينزداي وSouth Bank F.C. ‏ ودارلينجتون إف سى.